# Alfonso de Batres
Alfonso de Batres fue un funcionario y oscuro literato de la corte de Felipe IV.
Madrileño de nacimiento, ha pasado a la Historia por su cargo de secretario de la Academia del Buen Retiro de 1637, conocida también como Academia burlesca del Buen Retiro, y celebrada durante el mes de febrero como uno más de los festejos reales en las fiestas de Carnestolendas. Batres es autor de uno de los tres vejámenes conservados, junto con el de Antonio Coello y el de Francisco de Rojas Zorrilla. El suyo, fue defendido ante sus majestades en el Salón Real del Retiro el 11 de febrero de 1638. Otras fuentes le adjudican también la autoría de una glosa, un romance y un epigrama, y aseguran que su vejamen obtuvo el primer premio.